# Гемоціанін

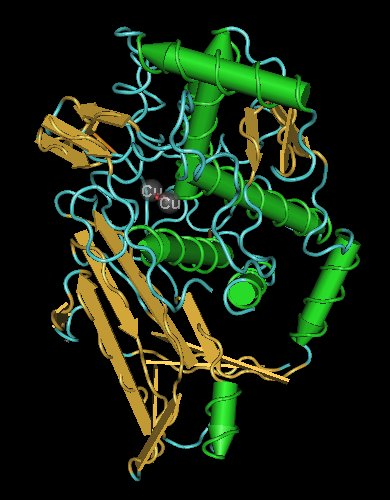
Структурна схема гемоцианіну восьминога.

Гемоціанін (лат. Haemocyanin) — транспортний білок дихальної системи, що містить два атоми міді, які зв'язуються з молекулою кисню. При зв'язуванні безбарвні іони Cu(I) перетворяться в блакитні Cu(II). Гемоціаніни використовуються для транспорту кисню в крові більшості молюсків і деяких видів членистоногих. Його функції приблизно відповідають гемоглобіну хордових.